# Arroyo San José (Río Negro, Uruguay)
Der Arroyo San José ist ein Fluss in Uruguay.
Er entspringt auf dem Gebiet des Departamento Durazno in dessen östlichem Teil und mündet, nachdem er vorwiegend in südwestliche Richtung verläuft, nordöstlich von Blanquillo als rechtsseitiger Nebenfluss in den Arroyo de las Cañas.